# 朗根汉
朗根汉是德国莱茵兰-普法尔茨州的一个市镇。总面积5.75平方公里，总人口1351人，其中男性701人，女性650人（2011年12月31日），人口密度235人/平方公里。